# دجورين (محافظة فينيتسا)
دجورين (Джурин) هي قرية في محافظة فينيتسا في أوكرانيا.
يبلغ عدد سكانها حوالي 3581 نسمة.